# Inhoaíba
Inhoaíba és un barri localitzat en la zona oest del municipi de Rio de Janeiro. El seu IDH, l'any 2000, era de 0,747, el 115 col·locat entre 126 regions analitzades en el municipi de Rio.

## Història
La "Fazenda de Inhoaíba" era travessada per la Estrada Real de Santa Cruz, actual Avinguda Cesário de Melo i quedava enfront de la "Fazenda Campinho". Amb la implantació del ramal ferroviari de Mangaratiba, actual ramal de Santa Cruz, va ser inaugurat el 1912, l'estació Engenheiro Trindade, anomenada posteriorment Inhoaíba, que va consolidar el nom del barri. Les seves terres eren utilitzades pel conreu del cafè i de la taronja. A partir dels anys 70, la urbanització de l'àrea s'intensifica, i sorgeixen grans habitatges, com Vilar Carioca i Vilar Guanabara. El 1993 l'alcalde Cesar Maia va separar Inhoaíba com un barri autònom de Campo Grande, però no es va convertir en l'objectiu dels seus projectes, Favela-bairro i Rio-cidade.

## Estructura
Conté una població d'aproximadament 60.000 habitants (segons informacions de l'Institut Brasiler de Geografia i Estadística - IBGE - Cens Demogràfic 2000).
Té com a veïns els barris de Cosmos, Guaratiba i Campo Grande.
El barri queda tallat per l'avinguda Cesário de Melo, una important via de transports urbans que connecta Santa Cruz a Campo Grande. També té carril-bici en el trajecte. També passa pel barri el segon ramal de trens de la regió metropolitana de Rio i és servit per les estacions de tren d'Inhoaíba i Benjamin do Monte.
El barri d'Inhoaíba forma part de la regió administrativa de Campo Grande. Els barris integrants de la regió administrativa són: Campo Grande, Cosmos, Senador Vasconcelos i Inhoaíba.

## Topònim
La història de l'origen del nom és controvertida. Diu la llegenda que el nom va tenir origen en l'època de les grans hisendes d'esclaus i la hisenda pertanyia al Sr. Aníbal, però els esclaus en deien Sinhô Aníbal o "Inho Aniba", donant origen al nom Inhoaíba. Una altra hipòtesi és que el nom sigui una corruptela de NHU (camp), AHYBA (ruim), denominació donada pels indígenes a la baixada entre la serra del mateix nom i Campo Grande.